# Anais (Charente Marittima)
Anais è un comune francese di 322 abitanti situato nel dipartimento della Charente Marittima nella regione della Nuova Aquitania.

## Società

### Evoluzione demografica
Abitanti censiti